# Barry Melton
Barry "The Fish" Melton (Brooklyn, Nova York, 14 de junho de 1947) é um guitarrista estadunidense, co-fundador, com Country Joe McDonald, da banda Country Joe and the Fish. Participou de todos os álbuns do grupo, e inclusive das apresentações nos festivais de Monterey e Woodstock.
Apesar de seguir carreira de defensor público, continua ativamente na música, tocando em shows na Califórnia e ocasionalmente em turnês pela Europa.